# Naši
Naši (nebo také anglickým přepisem nashi; japonsky ナシ nebo 梨) je ovoce mírného pásu, pocházející z asijského druhu hrušně, hrušně písečné (jamanaši Pyrus pyrifolia, japonsky 山梨/ヤマナシ). Někdy se s tímto ovocem lze setkat pod označením japonské nebo asijské hrušky.
Původně pochází z Číny. V současnosti je rozšířeno v celé východní Asii a Japonsku. V posledních letech se s jeho pěstováním začíná i v Chile, Francii a Itálii. Plody jsou v Česku méně obvyklým druhem ovoce.
Plod hrušky naši má kulovitý až mírně zaoblený tvar, čínské druhy se více podobají evropským hruškám. Plody mají žluto-zelenou až žlutavou barvu nebo oranžovou až hnědou. Pokožka je hladká nebo hustě pokrytá lenticelami. Je šťavnatější a sladší než evropská hruška[zdroj?], vypadá a chutná jako kříženec mezi hruškou a jablkem (ovšem kříženec to není, jedná se skutečně o samostatný druh). Asijské hrušky jsou cizosprašné, ale jejich pyl je povětšinou vzájemně kompatibilní. Opylují se i evropskými hrušněmi. Podmínkou je současná doba kvetení.

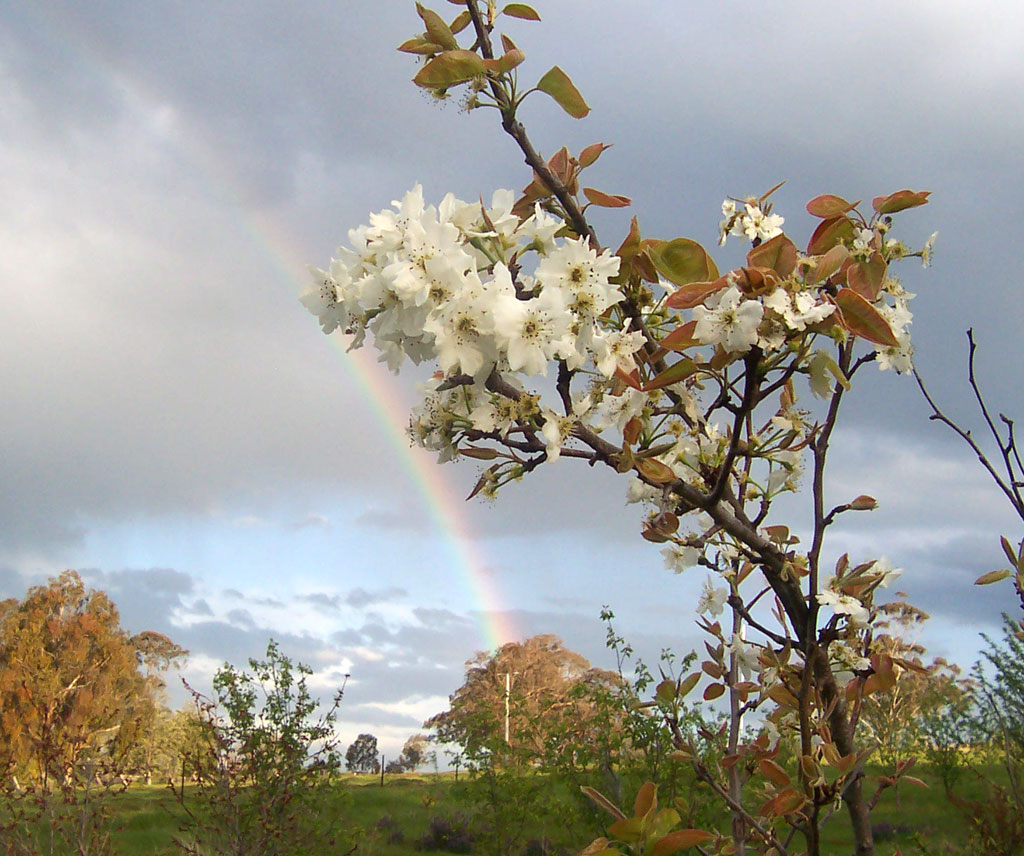
Květy naši